# Archivum Historicum Societatis Iesu
Archivum Historicum Societatis Iesu (conocido también por sus siglas AHSI) es una publicación fundada en 1932 sobre historia de la Compañía de Jesús y de sus miembros.

## Historia
Fue fundada por Pedro de Leturia en 1932, siendo publicada por el Institutum historicum Societatis Iesu, institución de la Compañía de Jesús formada en 1930 y dedicada al estudio de la historia de la orden.
El primer número contó con dos artículos.
Posteriormente, la publicación se organizó por categorías. Por ejemplo: Lucubrationes; Textus inediti vel rarissimi; Breviores textus; Selectorum operum iudicia; De historia Missionum S.I.; commentarius bibliographicus

## Descripción
Se publican dos números al año.
En la actualidad, cada número de la revista, cuenta con las siguientes categorías: Artículos; Notas de investigación; Ensayos de revisión; Historia Viva; Bibliografía sobre la Historia de la Compañía de Jesús (publicada anualmente y disponible en línea en el sitio web de ARSI); Reseñas; y Notas y Noticias de la Historia Jesuita.